# 藥用鼠尾草
藥用鼠尾草（学名：Salvia officinalis），《中国植物志》作「撒爾維亞」，是唇形科鼠尾草屬的一種芳香性植物。常綠性小型亞灌木，有木質莖，葉子灰綠色，花藍色至藍紫色。原產於歐洲南部與地中海沿岸地區。藥用鼠尾草有时也俗称「鼠尾草」，但容易与原产中国和日本的同属植物鼠尾草相混。無論其香草形狀，都不像鼠尾。
藥用鼠尾草有許多不同的用途與功效，部份同屬植物也有相同的效用，它常常栽培來作為廚房用的香草或醫療用的藥草，有時也被稱為庭園鼠尾草、廚房鼠尾草、達爾馬希亞鼠尾草。在南歐，有時候也會種植一些和藥用鼠尾草類似的植物，來作為香草與藥草使用，這些和鼠尾草同屬的植物常會和真的藥用鼠尾草弄混淆。
在歐洲的部份地區，特別是在巴爾幹半島，會栽種藥用鼠尾草用來萃取精油，不過其他種類的鼠尾草，例如三裂鼠尾草（Salvia triloba）有時也會被拿來萃取精油。

## 命名與分類
藥用鼠尾草的學名是由卡爾·林奈在1753年首次描述的。在學名當中，屬名源自於拉丁語的鼠尾草salvia，此名來自於，與拉丁語salūs（健康、福祉之意）及salvēre（感到健康、治癒）有關。在羅馬時期，老普林尼是首位將鼠尾草命名為Salvia。其種加詞意指它的藥用價值——是修道院的一種用來貯藏草藥的傳統庫房。

藥用鼠尾草也曾被多次被置於其他分類之下。

## 品種
目前已經有很多藥用鼠尾草品種存在，其中多數是用來作為觀賞用的品種，比較少作為香草的用途，這些小型的開花灌木，很有觀賞價值，在日照充足及乾燥的環境下，特別適合作為地被植物種植。在夏季時使用扦插法繁殖，可以很容易的繁殖成功。有名的藥用鼠尾草品種包括：
- 'Purpurascens'（紫葉鼠尾草），葉片紫色的品種。
- 'Tricolor'（三色鼠尾草），斑葉品種，綠色葉片上有白色及黃色的斑紋。
- 'Berggarten'（巴格旦鼠尾草），葉片非常大的品種。
- 'Icterina'（黃斑鼠尾草），斑葉品種，綠色葉片上有黃色的斑紋。
- 'Alba'（白花鼠尾草），花白色的品種。
- 'Lavandulaefolia'（薰衣草葉鼠尾草），葉片較小型的品種。

## 烹飪用
藥用鼠尾草帶有輕微的胡椒味，做菜時可拿來作為調味料。在西方料理裡，藥用鼠尾草被拿來作為調味香料，在醃泡肉類、製做奶酪及某些飲料時使用。在英國與比利時的料理裡，藥用鼠尾草加上洋蔥被拿來作為填料使用，填塞在禽肉腹內或豬肉裡，也可以做成醬汁使用。在法國料理裡，藥用鼠尾草被拿來烹調白肉及加在蔬菜湯裡。在德國料理裡，藥用鼠尾草常會和香腸搭配在一起使用。在義大利料理裡也經常會使用到藥用鼠尾草。在巴爾幹半島與中東地區，烤羊肉時會用到藥用鼠尾草。

## 圖片

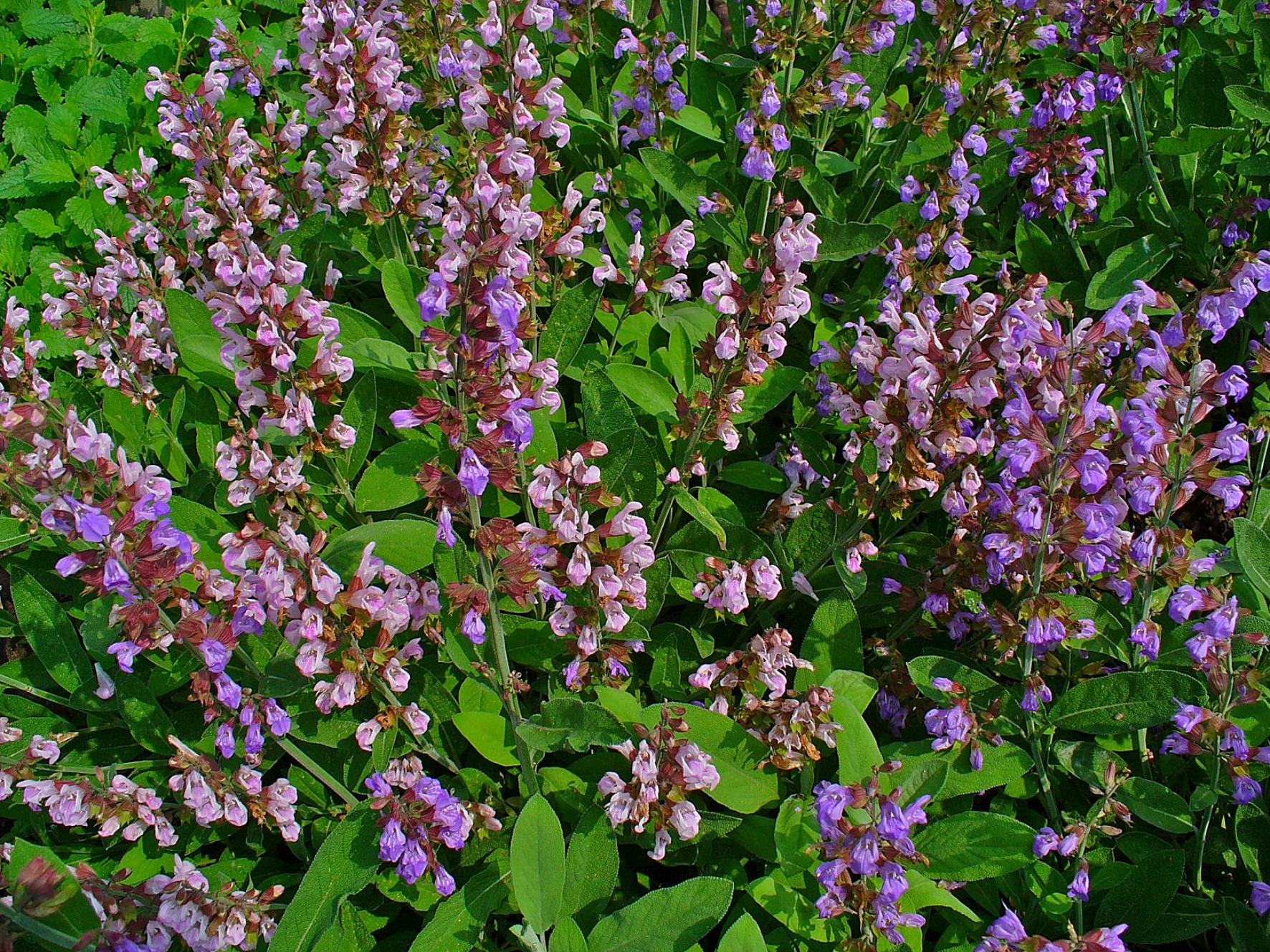
植株
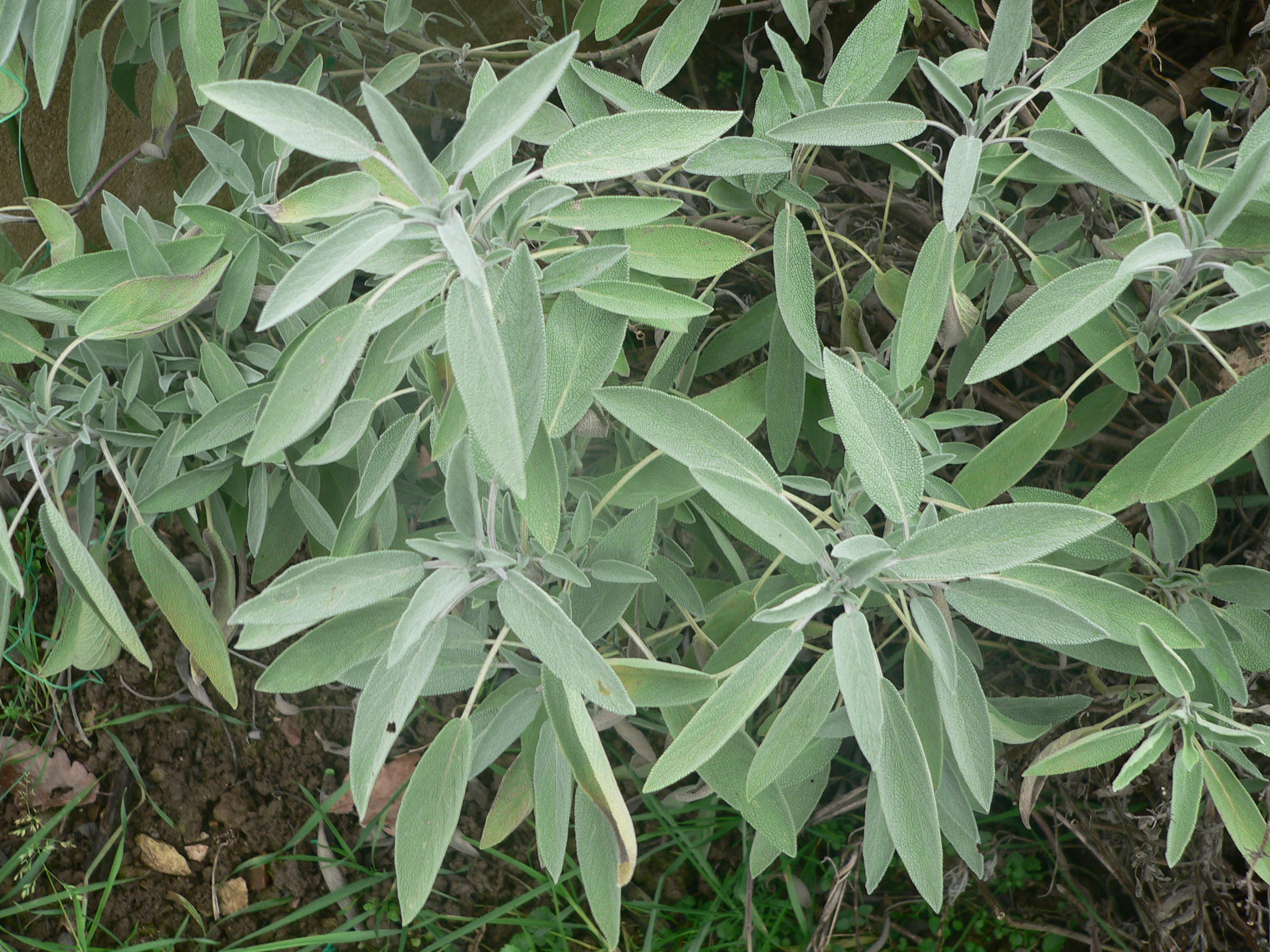
葉
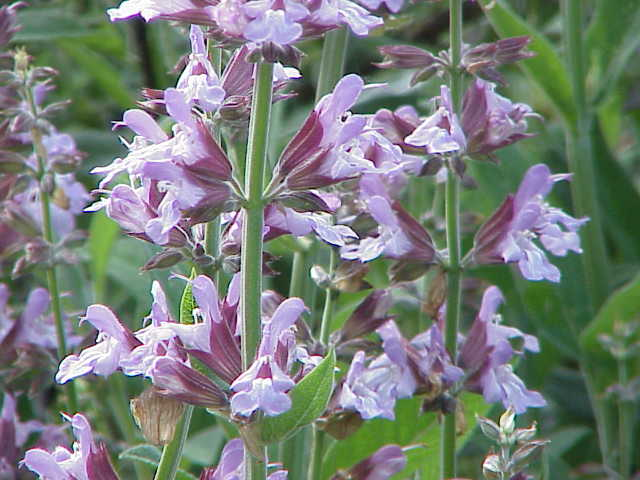
花
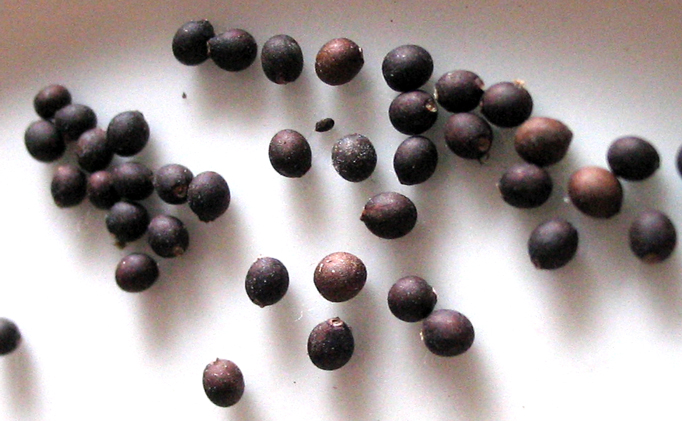
種子